# Ибраево Каргали
 Ибраево Каргали  (тат. Ибрай Каргалы, Кәркәле) — село в Черемшанском районе Татарстана. Входит в состав Верхнекаменского сельского поселения.

## Этимология
Топоним произошёл от антропонима «Ибрай» и ойконима «Каргалы».

## География
Находится в верховье реки Большая Каменка, в 18 км к северу от села Черемшана.

## История
Основано в первой половине XVIII века. До 1860-х годов жители относились к сословию государственных крестьян. Занимались земледелием (в начале XX века земельный надел сельской общины составлял 925 десятин), разведением скота, плотничным промыслом. 
В «Списке населенных мест по сведениям 1859 года», изданном в 1866 году, населённый пункт упомянут как казённая деревня Ибраевы Каргали 1-го стана Чистопольского уезда Казанской губернии. Располагалась при безымянном ключе, по левую сторону торгового тракта из Чистополя в Бугульму, в 82 верстах от уездного города Чистополя и в 35 верстах от становой квартиры в казённом пригороде Новошешминске. В деревне в 73 дворах жили 404 человека (207 мужчин и 197 женщин). Была мечеть.
По сведениям переписи 1897 года, в деревне Ибраевы-Каркали Чистопольского уезда Казанской губернии жили 750 человек (385 мужчин и 365 женщин), все мусульмане.
В начале XX века действовали мечеть и мектеб.
До 1920 года село входило в Кутеминскую волость Чистопольского уезда Казанской губернии. С 1920 года в составе Чистопольского кантона ТАССР. С 10.08.1930 в Первомайском, c 01.02.1963 в Лениногорском, с 12.01.1965 в Черемшанском районах.

## Население
| 1782 | 1859 | 1897 | 1908 | 1920 | 1926 | 1949 | 1958 | 1970 | 1979 | 1989 | 2002 |
| ---- | ---- | ---- | ---- | ---- | ---- | ---- | ---- | ---- | ---- | ---- | ---- |
| 72   | 404  | 750  | 904  | 749  | 454  | 501  | 494  | 583  | 439  | 308  | 288  |

Национальный состав села — татары.

## Экономика
Полеводство, скотоводство, птицеводство.

## Инфраструктура
Фельдшерско-акушерский пункт, магазин ИП.

## Религия
Мечеть.